# 이광재 (농구인)
이광재(李光宰, 1984년 4월 21일 ~ )는 대한민국의 전 농구 선수이다. 연세대학교 졸업 후, 2007년 원주 DB 프로미에 1차 7순위로 지명 입단하였다. 2018년 원주 DB 프로미에 트레이드되었다. 그리고 2019 FA시즌에서 은퇴를 선언했다.
삼성전자 농구선수였던 이왕돈과 대한민국 여자 농구 국가대표팀 선수였던 태평양화학 소속 홍혜란의 1남 1녀 중 장남이다. 여동생은 부천 하나외환에서 뛰고 있는 이유진이다. 은퇴 후 현재는 원주 DB 프로미 코치로 뛰고 있다.

## 경력
- 2007년 ~ 2014년 5월 원주 동부 프로미
- 2014년 6월 ~ 2018년 부산 kt 소닉붐
- 2018년 6월 ~2019년 5월  원주 DB 프로미

## 출신 학교
- 삼광초등학교
- 용산중학교
- 용산고등학교
- 연세대학교